# Salam de Sibiu

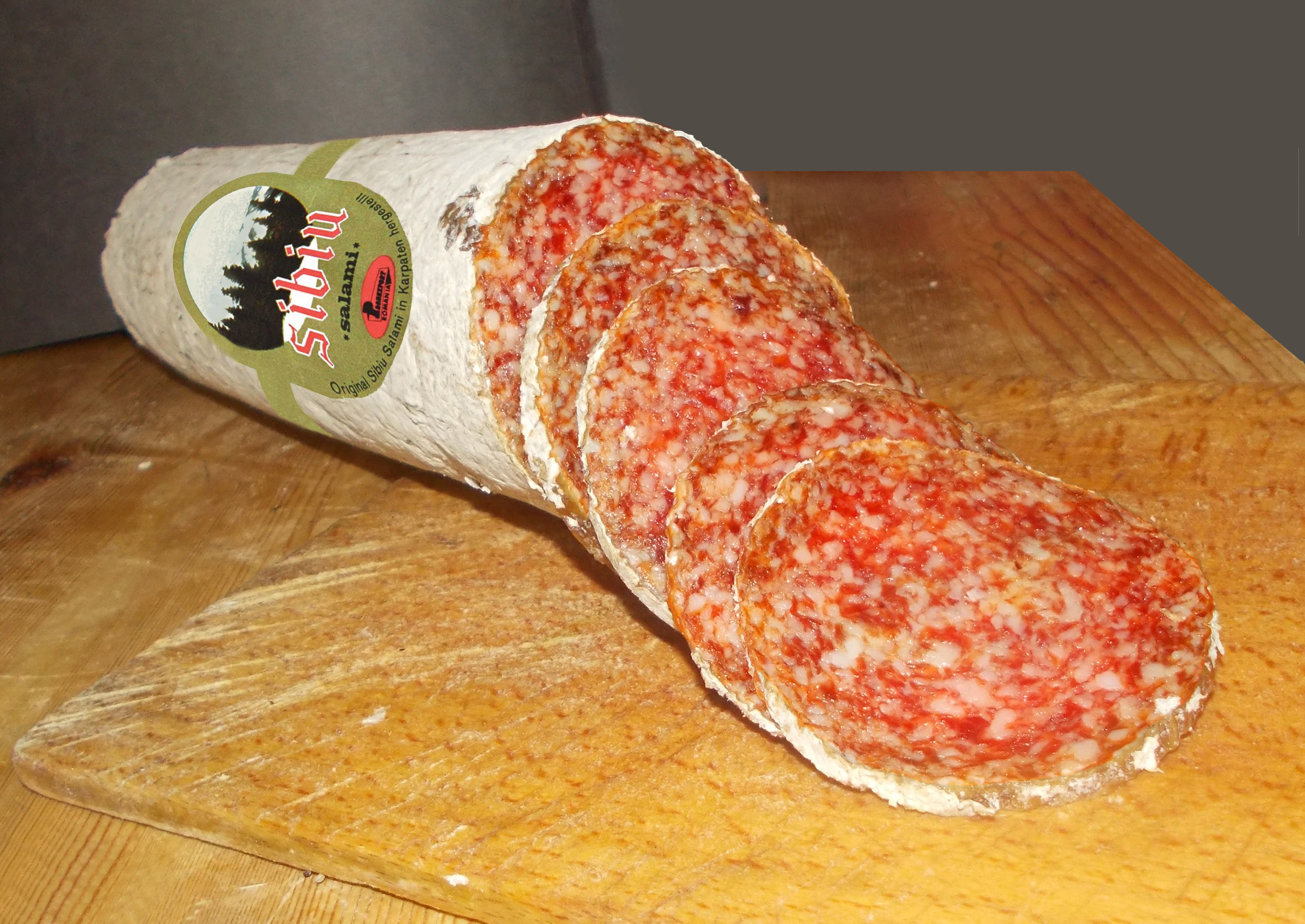
Salam de Sibiu

Salam de Sibiu (deutsch Hermannstädter Salami) ist eine rumänische Salamisorte aus Schweinefleisch, die ihren Namen von der Stadt Sibiu erhalten hat. 2014 wurde sie in der Europäischen Union als Produkt mit geschützter geografischer Angabe (g.g.A.) beantragt und 2016 registriert.
Wie die ungarische Wintersalami, wird auch die „Sibiu Salame“ in Pferdedärme oder Kunstdärme (Naturin) abgefüllt, sie war in den 1940er Jahren ebenfalls als Wintersalami bekannt. Sie ist mit einer weißlichen, pulverisierten, trockenen, matten und gleichmäßigen Penicilliumschicht bedeckt.

## Merkmale
Im Gegensatz zur italienischen und französischen Rohwurst, werden die „Hermannstädter-Salami“ in Rumänien und die Wintersalami in Ungarn vor der Schimmelpilzbesiedlung etwa zwei Wochen lang leicht geräuchert. Der Rauch verleiht den Produkten ihren charakteristischen Geschmack und bewirkt, dass die Würste nur langsam ranzig werden können. Die Salamistangen werden mit Penicillium nalgiovense oder einem Gemisch verschiedener Pinselschimmelarten, das unbedingt Penicillium nalgiovensis enthalten muss, besprüht. Es bildet sich eine weiße bis gelblich-weiße oder weiß-gräuliche Schimmelschicht, die nach Ende der Reifezeit manuell abgebürstet wird.
Das geografische Gebiet, in dem die „Salam de Sibiu“ erzeugt wird, umfasst den Kreis Bacău, den Kreis Braşov, die Stadt Bukarest, den Kreis Covasna, den Kreis Călăraşi, den Kreis Ilfov, den Kreis Prahova und den Kreis Sibiu.
Grundrohstoffe sind mindestens 70 % rotes Fleisch vom Schwein und höchstens 30 % harter Speck von schlachtreifen Schweinen mit einem Lebendgewicht von über 100 kg. Die Gewürzmischung bestehe aus Speisesalz max. 5 %, Pfeffer, Piment und Knoblauch; Konservierungsstoffe in Form von Natriumnitrat- oder Nitritpökelsalz mit sowie Antioxidationsmittel (Ascorbinsäure und deren Salze) sind zulässig.
Alkoholische Reifungsmittel wie Weiß-, Rot- oder Roséwein, Brandy oder Weinbrand bzw. Schaumwein oder Schwarzbier dürfen wahlweise bis max. 3 % verwendet werden. Geschmacksverstärker und Meersalz sind nicht erlaubt. Die Kalträucherung unter ausschließlicher Verwendung von rumänischem Hartholz dauert mindestens 3 Tage und höchstens 10 Tage.

## Geschichte
Bereits seit Ende des 19. Jahrhunderts wird der gute Ruf der „Salam de Sibiu“, die ursprünglich den Namen „Salam de iarnă“ (Wintersalami) trug, durch zahlreiche Schriftstücke belegt. In Sinaia und Mediaş erzeugte Salami wurde über das Zollamt in Sibiu exportiert. So kam es, dass Exporte über dieses Zollamt als Salami des Zollamtes Sibiu (rumänisch: „salam din vama Sibiu“) und in der Folge der Name Salami von Sibiu (rumän. „Salam de Sibiu“) sich einbürgerte. Das Siebenbürgisch-Deutsche Wochenblatt rühmte in einer Ausgabe von 1873, dass die Hermannstädter Salami den Namen der Stadt bis an die Ufer des Rheins und der Ostsee trage. Von der Wiener Weltausstellung wurde berichtet, dass nur ein einziger Artikel aus Siebenbürgen bedeutsam war:

„... nämlich die Hermannstädter Salami ( ... ).
Hermannstadt erzeugt etwa 3000 Center Salami, wohl die beste in der Gesammt-Monarchie, da sie weit und breit verführt wird und oft als „Veroneser“ unter fremder Firma auftritt. Der Aufschwung datirt seit dem Krim-Kriege, wo geschäftsgewandte, meist italienische und deutsche Tiroler von Hermannstadt aus die in der Walachei gelegenen österreichischen Truppen damit versehen haben und sich zum Theile hier niederliessen. Andere Deutsche und Sachsen folgten nach; die Güte des Artikels liegt im verarbeiteten Speck und von Kukurutz-Mastung herrührendem Schweinefleisch, welches hier billiger zu haben war als Esels- und Schaffleisch.“

Vor dem Zweiten Weltkrieg wurde die Salami aus dem Fleisch der Mangalitza-Schweine hergestellt, die Haltung dieser fetten Schweinerasse ist in Rumänien in den 2000er Jahren nur mehr mit stark rückläufigen Zahlen zu verzeichnen. Die einst wegen ihrer Qualität berühmte „Salam de Sibiu“ (Hermannstädter Salami), mutierte dann während des Kommunismus in Rumänien zur Soja-Salami („salam cu soia“).